# Cicada (アルバム)
『Cicada』（シカーダ）は、槇原敬之の9枚目のオリジナルアルバム。1999年7月7日に初回限定盤発売。7月10日に通常盤発売。発売元はSME Records。

## 解説
『Such a Lovely Place』から1年8ヶ月ぶり。
アルバムタイトルの読み方について発売当時槇原に拘りがあったようで、「cicada」は英語で「シケイダ」または「スィケイダ」に近い発音であるが、本作は「シカーダ」と読む旨をラジオ「槇原敬之の CLOSE TO YOU」で話した。「cicada」は、英語でセミを意味する。
初回限定盤は、槇原プロデュース・謎のユニット「Thunder Babies」8cmCDが同梱された。
本作を携え1999年9月11日より開催予定だった最大規模の全国ツアー「Shadow Pictures '99」は、開幕直前8月26日に覚醒剤取締法違反（所持）の現行犯で逮捕されたため全公演が開催中止となった。その際、新作ながら早々と本作が店頭から撤去・回収された。

## 収録曲
全曲作詞・作曲・編曲：槇原敬之

### DISC.1
1. 〜introduction for Cicada〜（1:10）
2. pool（5:41）
3. Hungry Spider（4:37）
  - 22ndシングル
  - NTV系テレビドラマ『ラビリンス』主題歌
4. HAPPY DANCE（Album Version）（5:31）
  - 20thシングル
  - テレビ朝日系『ニュースステーション』8月度ウェザーテーマ
5. Star Ferry（5:24）
6. 青春（5:12）
7. STRIPE!（5:44）
  - 21stシングル
  - アルペン「WINTER FAIR篇」CMソング
8. この傘をたためば（6:26）
  - 「Hungry Spider」C/W
9. The Future Attraction（4:57）
10. BLIND（5:41）
  - 「HAPPY DANCE」C/W
11. Name Of Love（5:17）
  - 従兄である寺西一雄への提供曲のセルフカバー
12. Cicada（4:52）

### DISC.2（初回限定盤のみ）
1. 待ってたぜBABY!（4:52）
2. 待ってたぜBABY!（Backing Track）（4:52）

## 演奏
- 橋本茂昭：Synthesizer
- 小倉博和：Guitars (2.4.10.11.12)
- 佐橋佳幸：Guitars (4)

## 関連作品
Hungry Spider
- NORIYUKI MAKIHARA SINGLE COLLECTION 〜Such a Lovely Place 1997-1999〜
- 槇原敬之 Song Book "since 1997〜2001"
- Completely Recorded
- Noriyuki Makihara 20th Anniversary Best LOVE

HAPPY DANCE
- NORIYUKI MAKIHARA SINGLE COLLECTION 〜Such a Lovely Space 1997-1999〜
- 槇原敬之 Song Book “since 1997〜2001”
- Completely Recorded

STRIPE!
- NORIYUKI MAKIHARA SINGLE COLLECTION 〜Such a Lovely Space 1997-1999〜
- 槇原敬之 Song Book “since 1997〜2001”
- Completely Recorded

BLIND
- NORIYUKI MAKIHARA SINGLE COLLECTION 〜Such a Lovely Space 1997-1999〜

Name Of Love
- 槇原敬之 Song Book “since 1997〜2001”

Cicada
- 槇原敬之 Song Book “since 1997〜2001”